# Culicoides bunrooensis
Culicoides bunrooensis är en tvåvingeart som beskrevs av Lee och Reye 1955. Culicoides bunrooensis ingår i släktet Culicoides och familjen svidknott. Inga underarter finns listade i Catalogue of Life.